# Thomas S. Gettys

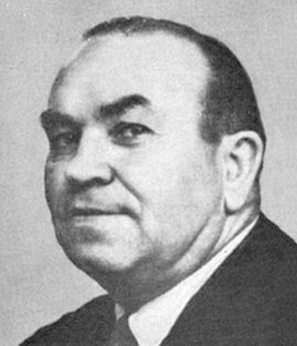
Thomas S. Gettys (1971)

Thomas Smithwick Gettys (* 19. Juni 1912 in Rock Hill, South Carolina; † 8. Juni 2003 ebenda) war ein US-amerikanischer Politiker. Zwischen 1964 und 1974 vertrat er den Bundesstaat South Carolina im US-Repräsentantenhaus.

## Werdegang
Thomas Gettys besuchte die öffentlichen Schulen seiner Heimat und danach das Clemson College sowie bis 1933 das Erskine College. Danach setzte er seine Ausbildung an der Duke University und dem Winthrop College fort. Zwischen 1935 und 1941 war Gettys im Schuldienst als Lehrer sowie im Verwaltungsbereich tätig. Von 1942 bis 1951 war er Mitarbeiter im Stab des Kongressabgeordneten James P. Richards. Diese Zeit war von seinem Militärdienst in der US-Marine während des Zweiten Weltkrieges unterbrochen.
Zwischen 1951 und 1954 war Gettys Posthalter in seiner Heimatstadt Rock Hill. Gleichzeitig arbeitete er dort als Rechtsanwalt. Von 1953 bis 1960 war er Kurator der öffentlichen Schulen von Rock Hill. Politisch war er Mitglied der Demokratischen Partei. Nach dem Rücktritt des Kongressabgeordneten Robert W. Hemphill am 1. Mai 1964 wurde Gettys im fünften Wahlbezirk von South Carolina als dessen Nachfolger in das US-Repräsentantenhaus in Washington, D.C. gewählt. Dort trat er am 3. November 1964 sein neues Mandat an. Nach vier Wiederwahlen konnte er bis zu seinem Rücktritt am 31. Dezember 1974 im Kongress verbleiben. Diese Zeit war von den Ereignissen um die Bürgerrechtsbewegung und den Vietnamkrieg geprägt. Im Jahr 1974 erschütterte die Watergate-Affäre das politische Amerika. Die vom Kongress eingeleiteten Schritte zur Amtsenthebung von Präsident Richard Nixon kamen dann allerdings nicht mehr zum Tragen, da Nixon im August 1974 zurücktrat.
1974 verzichtete Gettys auf eine weitere Kandidatur. Er legte am 31. Dezember dieses Jahres, vier Tage vor Ablauf der Legislaturperiode am 3. Januar 1975, sein Mandat nieder. Anschließend zog er sich aus der Politik zurück. Thomas Gettys starb am 8. Juni 2003 in seinem Geburtsort Rock Hill.